# Armée de l'air et de l'espace (Espagne)
Pour les articles homonymes, voir EDA et Armée de l'air et de l'espace.
L'armée de l'air et de l'espace espagnole (Ejército del Aire y del Espacio ou EAE) est une composante des Forces armées espagnoles, sa dénomination actuelle date du 27 juin 2022. Elle est chargée d'assurer l'indépendance et la souveraineté de l'Espagne, en particulier le maintien de la sécurité internationale, de l'espace aérien, des opérations de paix et d'aides humanitaires, selon l'article 8 de la constitution espagnole. En 2012, l'armée de l'air compte environ 20 300 militaires et 450 aéronefs.

## Histoire

### Création
Bien que des ballons à air chaud furent utilisés à des fins militaires en Espagne dès 1896, la branche aérienne espagnole prit son envol officiellement en 1909, lorsque le colonel Vives Pedro et le capitaine Alfredo Kindelán effectuèrent un voyage officiel dans différentes villes européennes pour vérifier la possibilité d'introduire des dirigeables et des avions dans les forces armées espagnoles. Un an plus tard, un décret royal fut annoncé et créa une école nationale d'aviation, la Escuela Nacional de Aviación à Getafe, près de Madrid, dans le cadre du Ministère des Travaux Publics et des Transports. L'institution fut militarisée sous le nom de Aeronáutica Española lorsque le colonel Pedro Vives fut choisi pour la diriger en tant que directeur de la Aeronáutica Militar, le nom de la composante aérienne militaire. Le capitaine Alfredo Kindelán fut nommé Jefe de Aviación (chef de l'aviation).

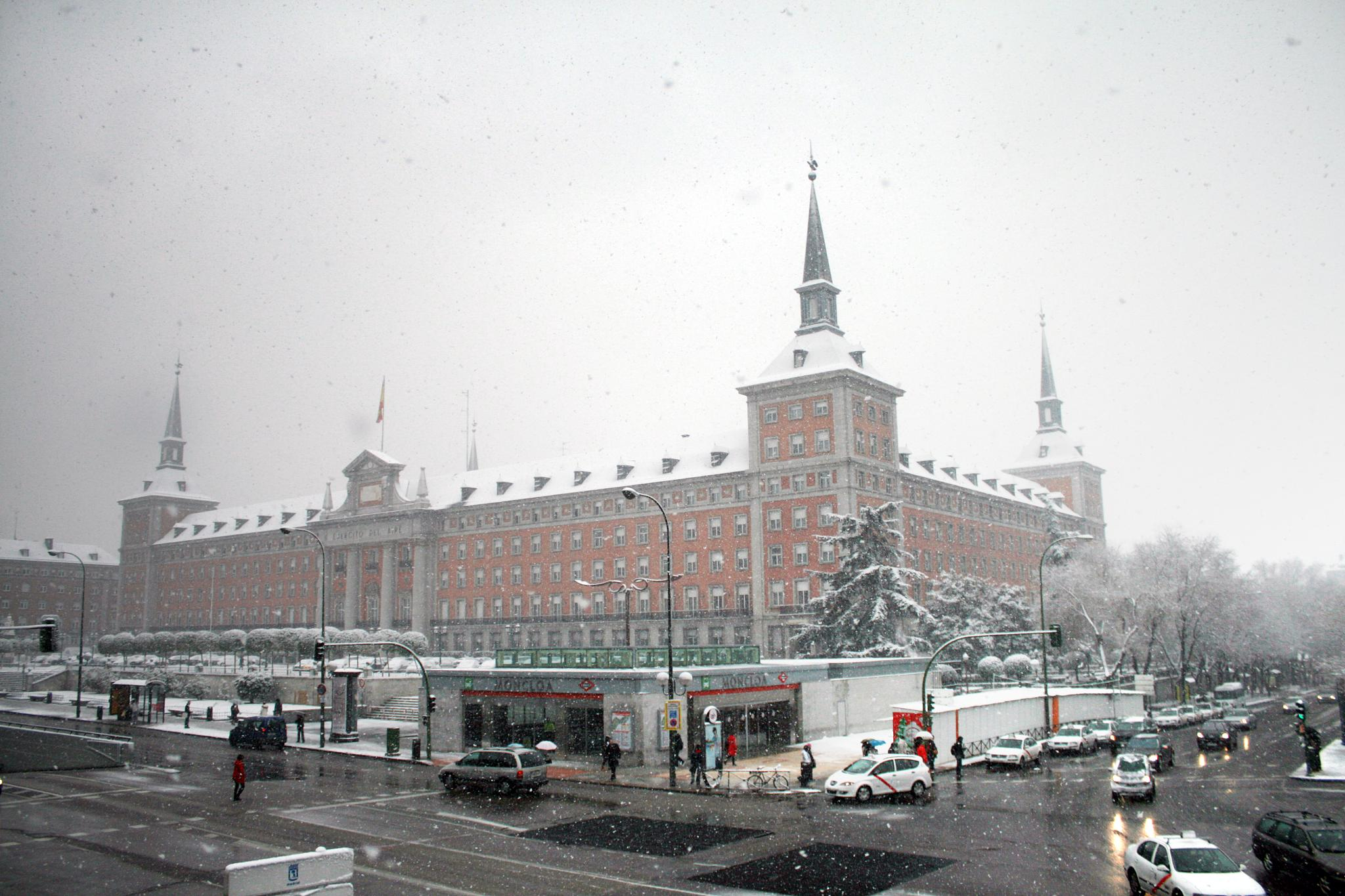
Façade frontale du quartier général de l'Armée de l'air espagnole (Madrid).

 Le 7 mars 1911 marque la création de l'Armée de l'air espagnole.
 

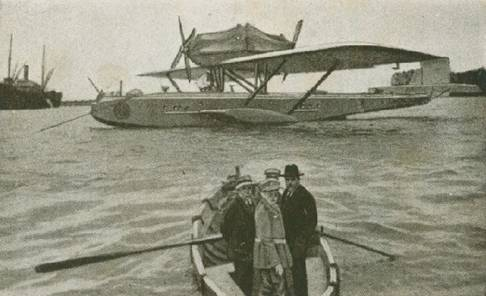
Le Plus Ultra à Palos de la Frontera.

Le 5 novembre 1913, durant la guerre avec le Maroc, une escadre expéditionnaire espagnole de l'Española Aeronáutica devenu la première unité aérienne militaire organisée à participer à des bombardements dans l'histoire en lâchant des bombes à partir d'un avion Lohner sur la plaine de Ben Karrix au Maroc. Au cours des années qui ont suivi, la plupart de l'activité militaire de l'Armée de l'Air espagnole aura lieu au Nord du Maroc.
En 1915, Alfredo Kindelán fut nommé directeur de l'aéronautique militaire, remplaçant Pedro Vives. L'École Catalane de pilotage fut créée dans le quartier de Can Tunis de Barcelone l'année suivante et l'aérodrome de Getafe devint une véritable base à part entière de armée de l'air. En 1919, le général Francisco Echagüe remplaça Kindelán en tant que chef de l'Española Aeronáutica.
En 1920, deux Nieuport 80 et un Caudron G.3 furent d'abord peints avec des numéros d'identification d'escadron et la cocarde de la force aérienne espagnole. Peu après, l'Aeronáutica Naval, la branche navale de la Force aérienne, déjà mise en place par un décret royal quatre ans plus tôt, devint opérationnelle à El Prat, au même emplacement que l'actuel aéroport de Barcelone. En 1921, à la suite de la défaite espagnole à Anoual, connue sous le nom de Désastre d'Anoual en Espagne, l'aérodrome de Zeluán fut repris par l'armée du Rif et un autre aérodrome fut construit à Nador. L'armée de l'air est réorganisée par décret royal du 15 mars 1922. Le lieutenant-colonel Kindelán, nommé chef (Jefe) supérieur de l'aéronautique, devient commandant en chef de l'armée de l'air en 1926, au moment où le Maroc espagnol est repris et que se termine la guerre du Rif.
En janvier 1926, un équipage d'aviateurs espagnols, qui comprenait Ramón Franco, Julio Ruiz de Alda, Juan Manuel Durán et Pablo Rada, effectua le premier vol transatlantique entre l'Espagne et l'Amérique du Sud en avec le Plus Ultra.
En 1930, la base aéronavale de San Javier fut établie. La même année, une révolte de pro-républicains à l'aérodrome militaire de Cuatro Vientos, près de Madrid, fut réprimée. Après la proclamation de la Seconde République espagnole en 1931, le général Luis Serrano Lombarte remplaça Kindelán en tant que commandant en chef de l'armée de l'air, vite remplacé par le commandant Ramón Franco.
À la suite d'un décret gouvernemental datant du 2 octobre 1935, la Dirección General de Aeronáutica fut placée sous l'autorité du ministère de la Guerre à la place du président du gouvernement. L'année suivante, en 1936, les unités de la Force aérienne régionale furent réorganisées. En conséquence, le modèle de l'escadre navale espagnol fut remplacé par des divisions militaires régionales, toujours en vigueur.

### Guerre civile espagnole
Après la rébellion militaire lors de la guerre civile espagnole, l'aviation militaire s'est retrouvée divisée en Force aérienne républicaine espagnole (Fuerzas Aéreas de la República Española - FARE) du gouvernement républicain espagnol et l'aviation nationale (Aviación Nacional), constituée par l'armée en révolte.

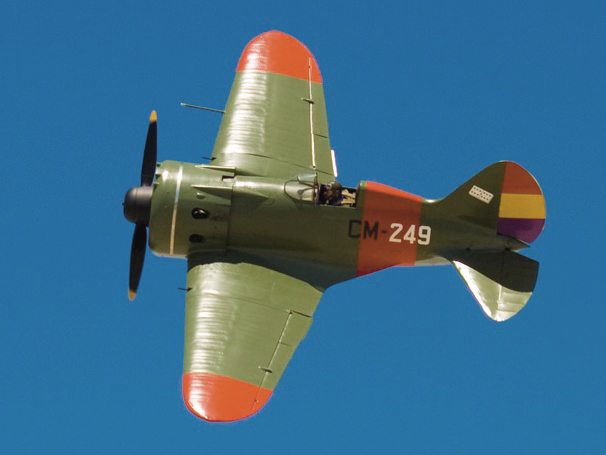
Polikarpov I-16 Mosca de la Force aérienne républicaine espagnole.

En juillet 1936, juste après le coup d'État, le premier Junkers Ju 52 allemand et Savoia-Marchetti SM-81 italien arrivèrent pour aider les rebelles, et les chasseurs Fiat CR.32 commencèrent à être exploités à l'avant de Cordoue. En août, les chasseurs Heinkel He 51 furent également déployés. Ces avions ont aidé l'armée en révolte à prendre le contrôle de l'espace aérien, comme l'ont fait l'Aviazione Legionaria italienne et la Légion Condor allemande. Au début, la Force aérienne des républicains espagnols avait le contrôle de vastes étendues du territoire espagnol en utilisant une flotte hétéroclite d'avions. L'aide indéfectible reçue par Francisco Franco de l'Allemagne nazie (la Légion Condor) et l'Italie fasciste (Aviazione Legionaria) a renversé la situation. La cocarde tricolore républicaine fut remplacée par des bandes rouges à des fins d'identification.
En septembre 1936, le ministère de l'Air et de la Marine, et le sous-secrétariat de l'Air, sont mis en place sous le commandement du ministre Indalecio Prieto. Le premier combat aérien sérieux eut lieu au-dessus de Madrid quand les bombardiers italiens attaquèrent la ville dans une opération de bombardements massifs.
Beaucoup d'innovations, souvent fatales, comme les techniques de bombardement aéronautiques ont été testés par la Légion Condor, force expéditionnaire allemande de Hitler sur le sol espagnol, contre les zones qui sont restées fidèles au gouvernement républicain, avec la permission du Generalísimo Franco. Toutes ces techniques apprises en Espagne seront réutilisées par les pilotes nazis durant la Seconde Guerre mondiale. En dépit de la dévastation et des pertes humaines causées par le bombardement de la ville basque de Guernica en 1937, connue par la Luftwaffe sous le nom de l'Opération Rügen, Hitler a insisté pour que ses projets à long terme en Espagne soient perçus comme pacifiques. Il a appelé sa stratégie "Blumenkrieg" (guerre des fleurs), comme en témoigne son discours de janvier 1937. La polémique internationale due au bombardement de Guernica, n'entraîna cependant pas une augmentation de l'aide militaire fournie à la République espagnole en difficulté.
Les pilotes de la Force aérienne républicaine espagnole, souvent jeunes et peu formés, furent incapables de rivaliser avec les attaques de guerre modernes de l'Allemagne nazie et de l'Italie fasciste. Malgré la déclaration de Franco disant que les deux armées de l'air étaient égales, et malgré l'aide de pilotes étrangers des Brigades Rouges, les avions des républicains espagnols étaient pour la plupart obsolètes et souvent en mauvais état. Même après l'acquisition d'avions fournis par l'aide de l'Union soviétique au milieu de la guerre[Quand ?], la Force aérienne des républicains espagnols n'était plus en mesure de contrôler le ciel espagnol, ni de rivaliser avec la puissance des forces allemandes et italiennes expéditionnaires.
La Force aérienne républicaine espagnole était pratiquement devenue hors d'état de combattre lors de la bataille de l'Èbre, en 1938, lorsque la colonne vertébrale des Forces armées républicaines espagnoles fut rompue. Finalement elle fut complètement démantelée après la victoire des rebelles le 1er avril 1939.

### L'après-guerre

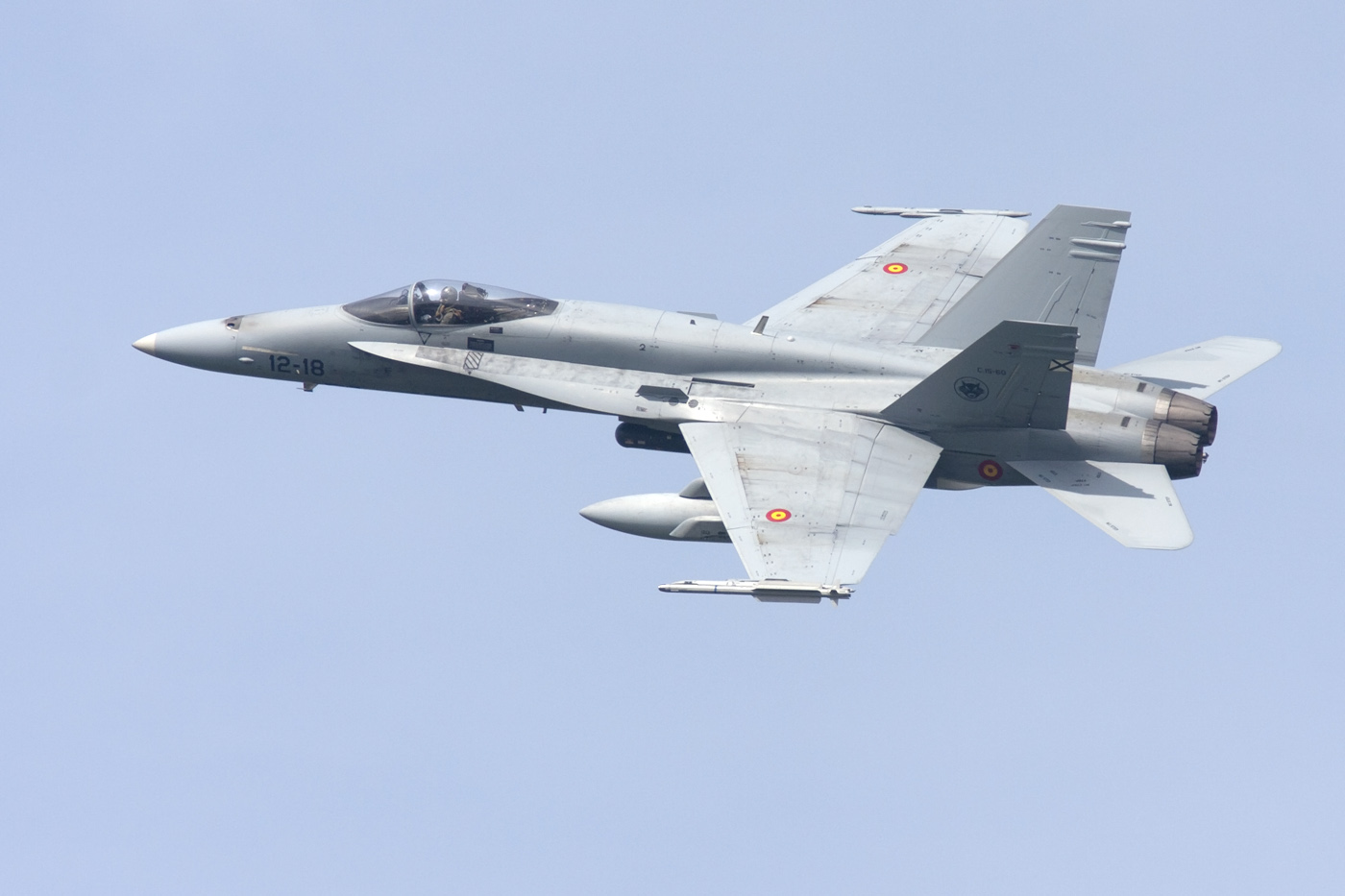
EF-18A

La force aérienne espagnole actuelle (Ejército del Aire, ou EDA) a été officiellement mise en place le 7 octobre 1939, après la fin de la guerre civile espagnole. L'EDA est le successeur des Forces Aériennes nationalistes et républicaines. Les couleurs de la cocarde des espagnols républicains disparurent et la cocarde noire des avions des rebelles fut remplacée par une cocarde de jaune et de rouge. Toutefois, la Croix de Saint-André noire et blanche, les insignes de queue de la force aérienne rebelle de Franco, ainsi que ceux[Lesquels ?]de la Legionaria Aviazione de l'Italie fasciste et de la Légion Condor de l'Allemagne nazie[Lesquels ?], sont encore en usage[réf. nécessaire] dans l'actuelle force aérienne espagnole.
En vertu de l'après-guerre civile militaire régionale, toutes les bases aériennes concernées seraient retirés de la Catalogne[pas clair]. Même si autrefois les bases aériennes importantes ont été implantées dans ou autour de Barcelone, comme l'Aviación Naval, toute la zone nord-est de l'Espagne se retrouva avec une simple présence symbolique de l'Armée de l'Air espagnole, une situation qui persiste à ce jour. Les régions aériennes et leurs centres de commandement après les changements introduits au début de la dictature sont les suivants: 
- Commandement aérien de combat (MACOM) Madrid.
- Commandement aérien tactique (MATAC), Séville.
- Commandement de transport aérien (MATRA), Saragosse
- Commandement aérien des Îles Canaries (MAQUEN), Las Palmas de Gran Canaria

L'escadron Blue (Escuadrillas Azules) est une unité aérienne qui a combattu aux côtés des puissances de l'Axe à l'époque de la Division bleue, la Division Azul, qui était formée de volontaires espagnols envoyés par Franco aux forces de l'Axe lors de la Seconde Guerre mondiale. L'Escuadrillas Azules opéra au sein de la Luftwaffe sur le front de l'Est, et participa notamment à la bataille de Koursk. L'escadron correspondant est le "15 Spanische Staffel" JG-27 de la Fliegerkorps VIII, Luftflotte 2.
Pendant les premières années après la Seconde Guerre mondiale, la force aérienne espagnole était composée en grande partie d'avions allemands et italiens, ainsi que des copies de ces avions. Un exemple intéressant est le HA-1112-M1L Buchón : il s'agissait essentiellement d'une production sous licence du Messerschmitt Bf 109, motorisé avec un moteur Rolls-Royce Merlin 500-45 pour un usage en Espagne. L'autre appareil majoritairement utilisé pour la chasse est le Heinkel He 112, qui intercepta un appareil américain lors d'une patrouille durant la période de "neutralité" espagnole, occasionnant des dommages à l'américain, bien que celui-ci parvienne à se poser malgré tout.
En mars 1946, la première unité de parachutistes militaires espagnols, la Primera Bandera de la Primera Legión de Tropas de Aviación, est créée à Alcalá de Henares. Sa première opération de guerre se déroula durant la Guerre d'Ifni en 1957 et 1958.

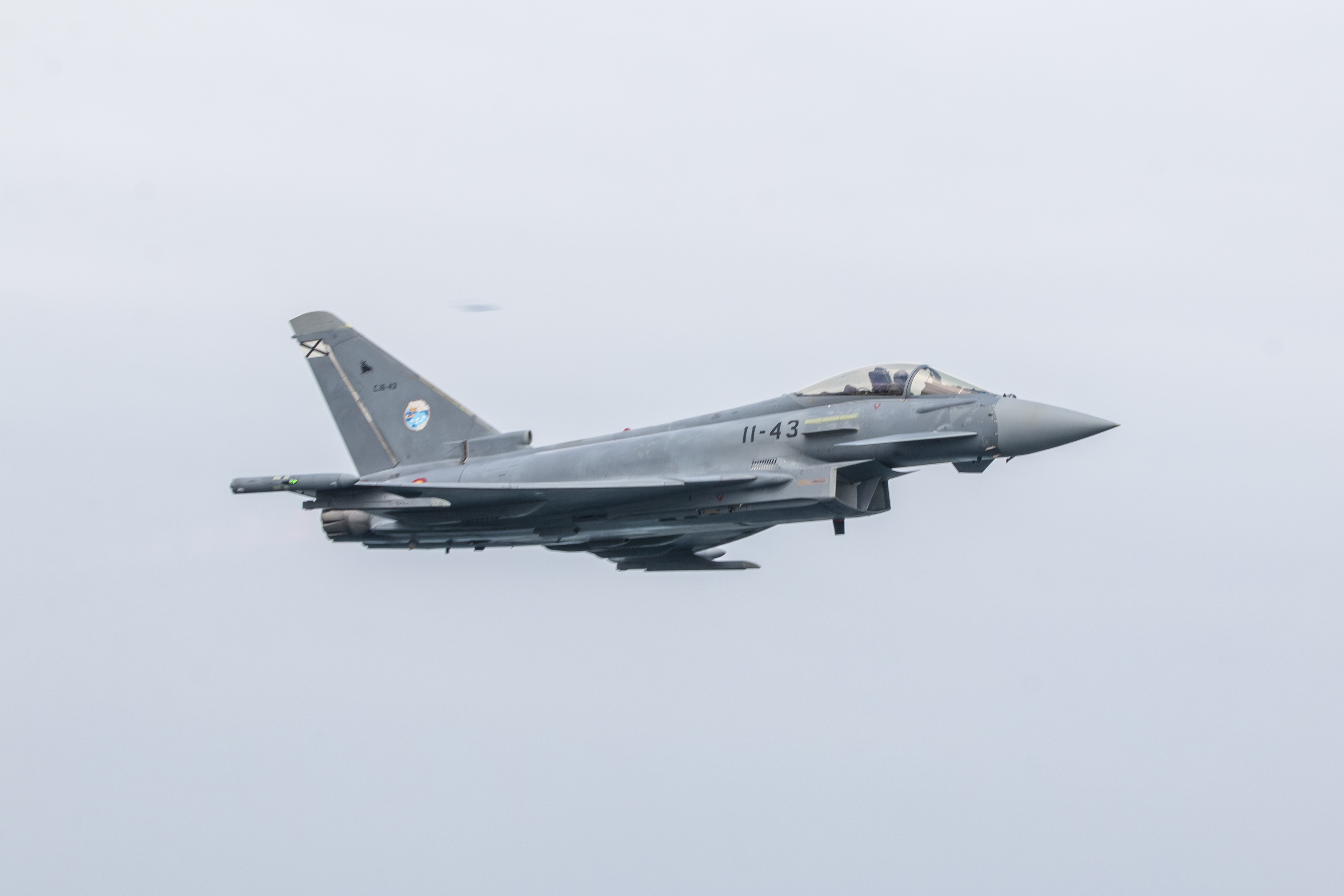
L’Eurofighter constitue l’épine dorsale de l’armée de l’air espagnole.

En raison de l'objection du gouvernement américain concernant l'utilisation des avions fabriqués aux États-Unis dans ses luttes coloniales d'après-guerre, l'Espagne utilisa dans un premier temps d'anciens avions allemands, comme le T-2 (Junkers Ju-52, surnommé «Pava»), le B-2I (Heinkel He-111, surnommé "Pedro"), le C-4K (version espagnole du Me-109, surnommé "Buchon") ainsi que le Noratlas français. Pourtant, les hydravions Grumman Albatross et des hélicoptères Sikorsky H-19B furent utilisés pour les opérations de sauvetage. C'est pourquoi, encore aujourd'hui, l'EdA maintient cette politique d'avions de chasse de deux origines différentes, un chasseur de première ligne d'origine américaine, et l'autre d'origine européenne (F-4C Phantom/Mirage F1, Mirage III; EF-18A/Eurofighter Typhoon).

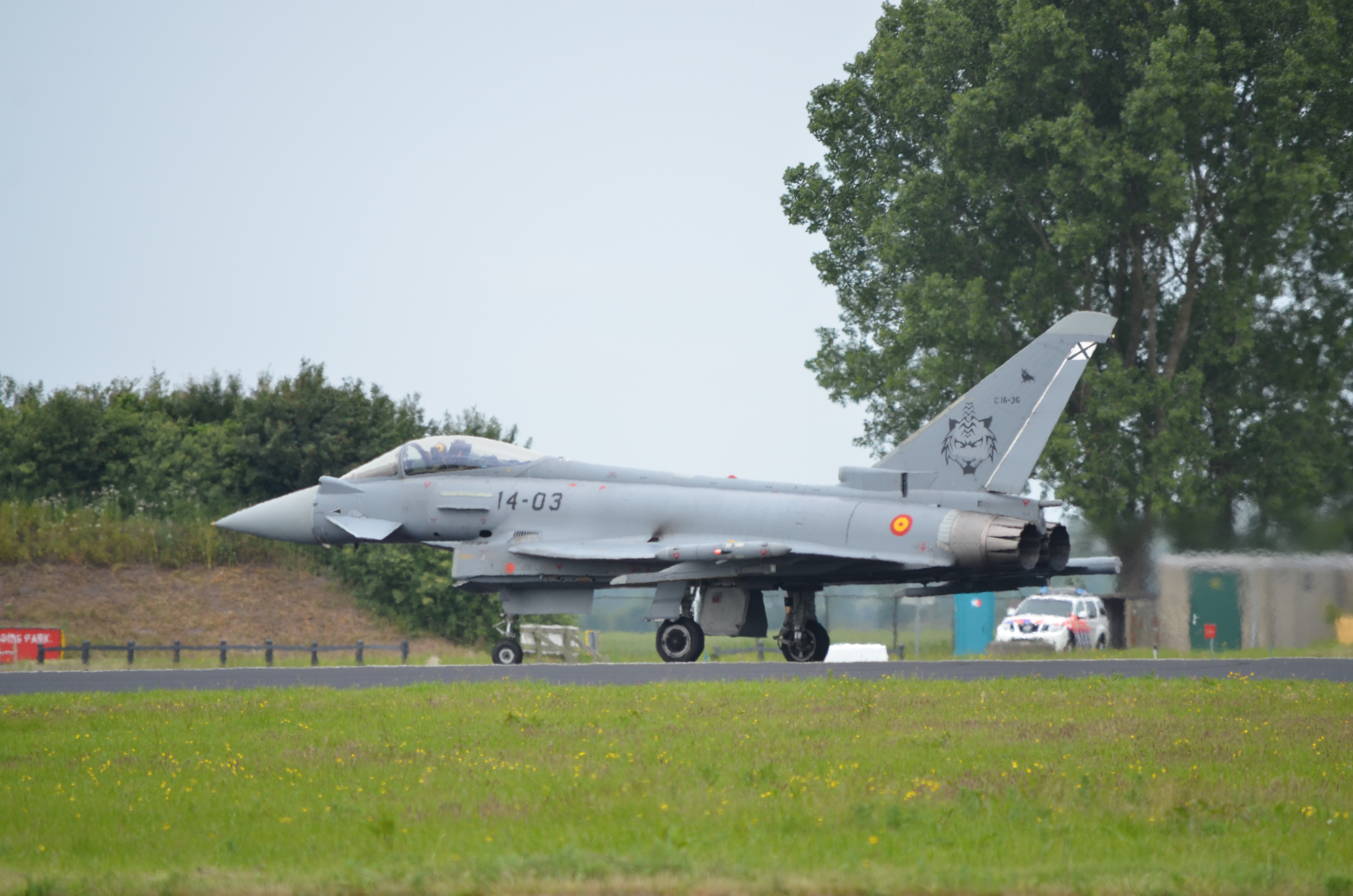
Eurofighter Typhoon

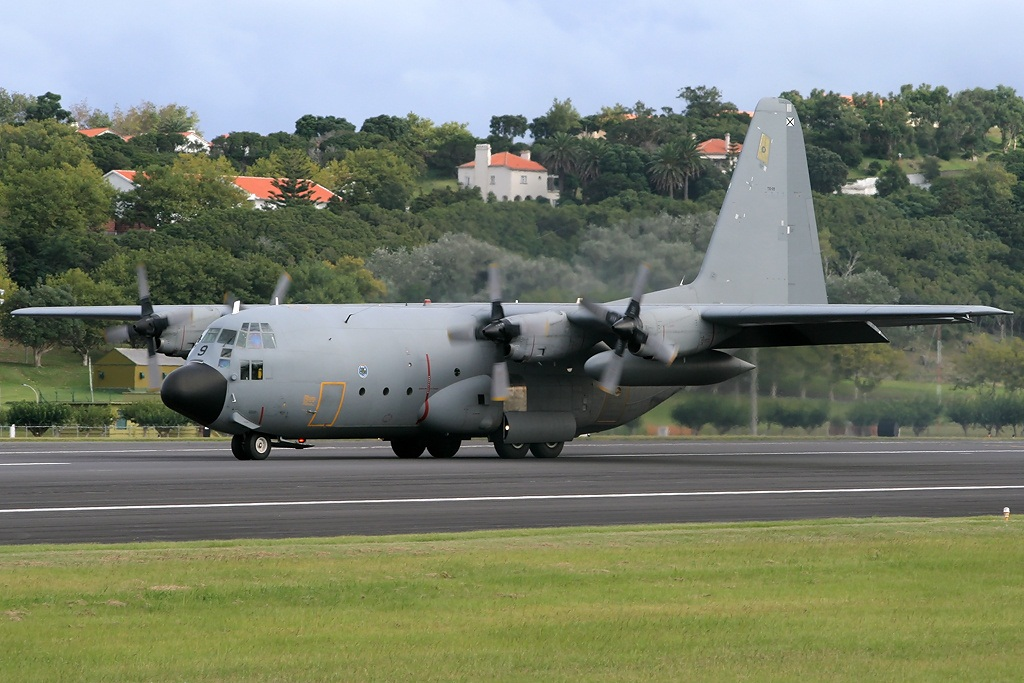
Lockheed C-130H Hercules

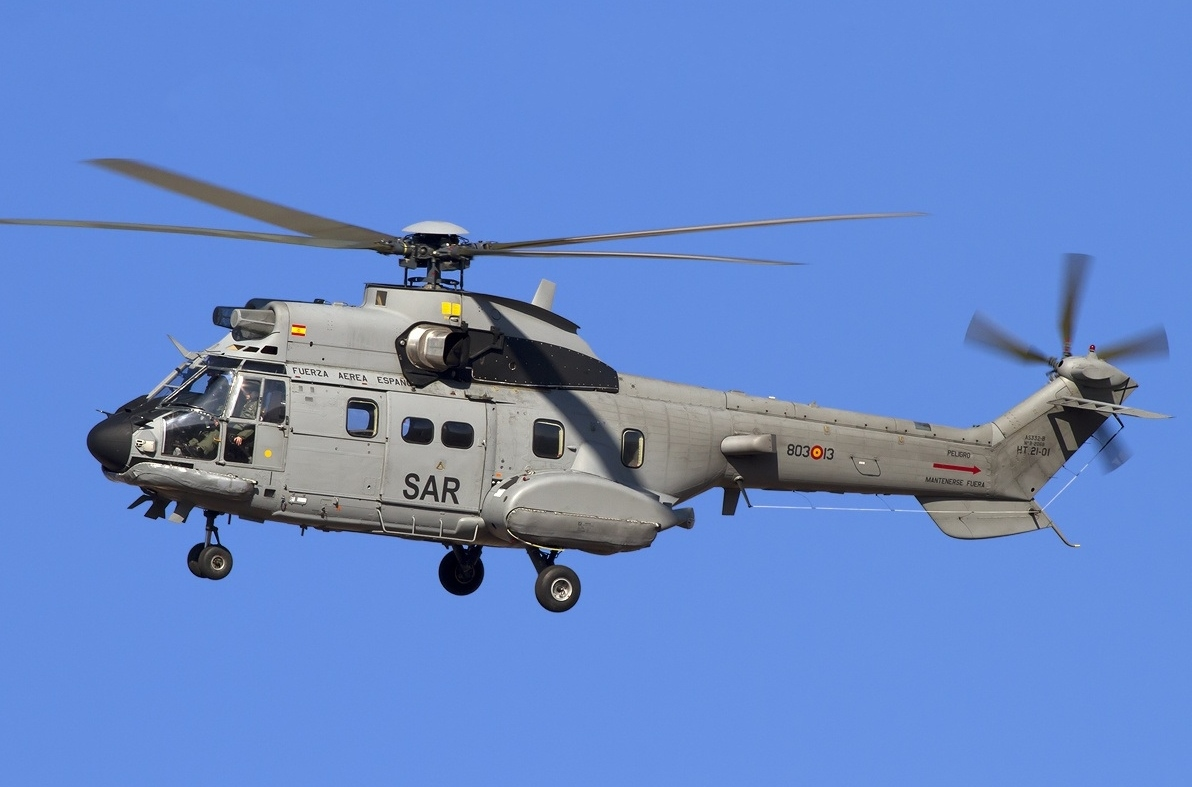
Super Puma

Bien qu'en chiffres, l'EdA soit impressionnante, à la fin de la Seconde Guerre mondiale, techniquement, elle était devenue plus ou moins obsolète, en raison du progrès de la technologie de l'aviation pendant la guerre. Pour des raisons budgétaires, l'Espagne garda effectivement beaucoup de vieux avions de construction allemande, jusque dans les années 1950 et 1960. À titre d'exemple, le dernier Junkers Ju-52 fut utilisé pour la formation des parachutistes de l'Escuadrón 721 de la base aérienne de Alcantarilla (près de Murcie), jusque dans les années 1970. Les CASA 352 et 352L furent développés et construits par CASA 1950.
Grâce aux liens établis dans les années 1950 avec les États-Unis, l'Espagne reçut ses premiers avions à réaction, comme le F-86 Sabre et le Lockheed T-33, avec des avions d'entraînement et de transport comme les T-6 Texan, DC-3 et DC-4. Ces avions furent remplacés dans les années 1960 par de nouveaux chasseurs comme le F-104 Starfighter, le F-4 Phantom II et le F-5 Freedom Fighter.
Après la mort du dictateur Franco en 1975, et la transition espagnole qui suivit pour aboutir à la démocratie, l'organisation et l'équipement de l'Armée de l'Air espagnole furent de nouveau modernisés, afin de préparer l'Espagne à l'adhésion à l'OTAN en 1982.

### Aujourd'hui
Des avions tels que le Mirage III et Mirage F1, qui ont été achetés à la France, furent la colonne vertébrale de l'EdA pendant les années 1970 et une partie des années 1980. Les chasseurs français ont été les piliers de la force aérienne jusqu'à l'arrivée du F/A-18 américain. Les F/A-18 espagnols ont participé à la guerre en Bosnie et à la guerre du Kosovo sous le commandement de l'OTAN, basé à Aviano, en Italie et plus récemment à l'intervention militaire de 2011 en Libye.
La force aérienne espagnole remplace actuellement de vieux avions de son inventaire par de nouveaux, comme le récent chasseur Eurofighter Typhoon et l'avion de transport Airbus A400M. Les deux sont fabriqués avec la participation de l'Espagne; EADS CASA fabrique l'aile droite de l'Eurofighter et le radôme, et participe à l'assemblage et aux essais de l'avion de transport A400M.
Son équipe de voltige aérienne est la Patrulla Aguila, qui vole sur CASA C-101 Aviojet. Son équipe de voltige d'hélicoptère, la Patrulla Aspa, vole sur Eurocopter EC-120 Colibri.
En juin 2013, après plus de 35 ans de service, le Mirage F1 termine sa vie opérationnelle. Ce chasseur, qui a longtemps été la pierre angulaire de la défense de l'espace aérien espagnol, est remplacé par l'Eurofighter.
En 2022, elle change de nom et devient la Ejército del Aire y del Espacio, Armée de l'air et de l'espace.

## Entrainement aérien
L'entraînement aérien des forces aériennes espagnoles se fait avec la configuration suivante :
- Jusqu'en 2021: ENAER T-35 Pillán - CASA C-101 Aviojet - F-5 Freedom Fighter
- Etape intermédiaire fin 2021: Pilatus PC-21 - F-5 Freedom Fighter
- A l'horizon 2027: Pilatus PC-21 - Airbus Future Jet Trainer (AFJT)

## Aéronefs
Les appareils en service en 2024 sont les suivants :
| Aéronefs                        | Origine                              | Type                                                            | En service | Versions                 | Désignation locale | Notes |
| Avion de chasse                 | Avion de chasse                      | Avion de chasse                                                 | Avion de chasse                                                                                                   | Avion de chasse          | Avion de chasse    | Avion de chasse |
| ------------------------------- | ------------------------------------ | --------------------------------------------------------------- | --- | ------------------------ | ------------------ | --- |
| Eurofighter Typhoon             | Royaume-Uni Allemagne Espagne Italie | Avion multirôle                                                 | 70 en service + 45 (20 appareils contrat signé en 2022 + 25 approuvés en conseil des ministres en septembre 2023) | EF2000 EF-2000T          | C 16               | 70 appareils en service + 45 en commande. |
| McDonnell Douglas F/A-18 Hornet | États-Unis                           | Avion multirôle                                                 | 53 12 19 | EF-18AM EF-18BM F/A-18A+ | C 15 /CE 15 C 15A  | 84 appareils en service. En 2024, 62 en opération dans deux escadres, devrait rester en service jusqu'en 2035. Le remplacement des F-18 est à l'étude. Une commande de 50 F-35 ou de Typhoons supplémentaires est évoquée. |
| Avion d'entraînement            |                                      |                                                                 | |                          |                    | |
| Northrop F-5 Freedom Fighter    | États-Unis                           | Avion d'attaque au sol et de chasse                             | 19 | SF-5A SF-5B RSF-5A       | CE 9 CR 9          | Remplacement prévu par le TAI Hürjet. |
| Pilatus PC-21                   | Suisse                               | Avion d'entraînement avancé                                     | 24 + 16 en Commande                                                                                               |                          | E 27               | Un total de 40 appareils commandés. |
| Beechcraft Bonanza              | États-Unis                           | Avion d'entraînement                                            | 16 | F33C                     | E 24A              | |
| Avion de transport              |                                      |                                                                 | |                          |                    | |
| Airbus A400M Atlas              | Union européenne                     | Avion de transport                                              | 14 + 3 commandés                                                                                                  |                          |                    | Un total de 27 appareils commandés, mais seuls 17 seront intégrés à l'armée de l'air, les autres serviront à l'export. |
| Airbus A310                     | Union européenne                     | Transport de VIP                                                | 2 | A310-304                 | T.22-1 T.22-2      | |
| CASA C-212                      | Espagne                              | Avion de transport                                              | 11 |                          | T 12               | |
| CASA CN-235                     | Espagne/ Indonésie                   | Avion de transport                                              | 8 |                          | T 19A T 19B        | |
| CASA C-295                      | Espagne                              | Avion de transport                                              | 12 | C-295M                   | T 21               | |
| Falcon 900                      | France                               | Avion de guerre électronique                                    | 5 | Falcon 20ECM             | T 11               | |
| Cessna Citation V               | États-Unis                           | Cartographie photographique                                     | 3 | C560                     | TR 20              | |
| Beechcraft King Air             | États-Unis                           | Avion de liaison                                                | 4 | C-90                     | U 22               | |
| Avion ravitailleur              |                                      |                                                                 | |                          |                    | |
| Airbus A330 MRTT                | Union européenne                     | Avion de transport et de ravitaillement                         | 3 |                          |                    | Livraisons entre 2023 et 2025 |
| Avion de surveillance maritime  |                                      |                                                                 | |                          |                    | |
| CASA C295 MSA                   | Union européenne                     | Avion de surveillance maritime (police)                         | 10 en commande |                          |                    | Commandés en décembre 2024 |
| Avion de patrouille maritime    |                                      |                                                                 | |                          |                    | |
| CASA C295 MPA Persuader         | Union européenne                     | Avion de patrouille maritime (lutte anti sous-marine et autres) | 6 en commande |                          |                    | Commandés en décembre 2024 |
| Avion bombardier d'eau          |                                      |                                                                 | |                          |                    | |
| Canadair CL-215T                | Canada                               | Avion bombardier d'eau                                          | 10 | CL-215T                  | UD 13T             | Modernisation prévue. |
| Canadair CL-415                 | Canada                               | Avion bombardier d'eau                                          | 4 | CL-415                   | UD 14              | Modernisation prévue. |
| De Havilland Canada DHC 515     | Canada                               | Avion bombardier d'eau                                          | 7 en commande | DHC 515                  |                    | Commande pour 7 appareils. |
| Hélicoptère                     |                                      |                                                                 | |                          |                    | |
| Eurocopter SA330 Puma           | France                               | Hélicoptère polyvalent                                          | 11 | SA 330J SA 330L          | HD 19              | |
| Eurocopter AS532 Cougar         | France                               | Hélicoptère de transport                                        | 2 | AS 532UL                 | HT 27              | |
| Eurocopter AS332 Super Puma     | France                               | Hélicoptère de transport                                        | 4 | AS332B AS332B1 AS332M1   | HT 21 HT 21A       | |
| Eurocopter EC120 Colibri        | Union européenne                     | Hélicoptère de transport léger                                  | 15 | EC 120B                  | HE 25              | |
| Sikorsky S-76 Spirit            | États-Unis                           | Hélicoptère utilitaire                                          | 8 | S-76C                    | HE 24              | |
| Airbus Helicopters H135         | Union européenne                     | Hélicoptère de transport léger                                  | 4 + 7 en commande                                                                                                 |                          |                    | 7 en Commande pour un total de 11 appareils. |
| NH-90                           | Union européenne                     | Hélicoptère de transport                                        | 6 + 6 en commande                                                                                                 |                          | HD.29              | Au total une commande de 12 appareils. |

## Programme acquisition/Futurs appareils
| Aéronefs                        | Origine                              | Type                 | En service                                                                                        | Versions        | Désignation locale | Notes |                 |
| Avion de chasse                 | Avion de chasse                      | Avion de chasse      | Avion de chasse                                                                                   | Avion de chasse | Avion de chasse    | Avion de chasse | Avion de chasse |
| ------------------------------- | ------------------------------------ | -------------------- | ------------------------------------------------------------------------------------------------- | --------------- | ------------------ | --- | --------------- |
| TAI Hürjet                      | Turquie Espagne                      | Avion d’entraînement | [ 25 ]                                                                                            |                 |                    | L'Espagne signe le Hürjet comme nouvel avion d'entraînement avancé de l'armée de l'air. |                 |
| Eurofighter Typhoon             | Royaume-Uni Allemagne Espagne Italie | Avion multirôle      | 45 (20 appareils contrat signé en 2022 + 25 approuvés en conseil des ministres en septembre 2023) | EF2000 EF-2000T | C 16               | 45 en commande. |                 |
| Futuro Sistema Aéreo de Combate | Union européenne                     | Avion multirôle      | Nombre non encore défini                                                                          |                 |                    | Le Future Combat Air System (FCAS) est un groupement de systèmes de combat européens en cours de développement par Airbus, Thales Group, Indra Sistemas et Dassault Aviación. Le FCAS comprendra un système d'armes de nouvelle génération (NGWS) ainsi que d'autres éléments aériens dans le futur espace de combat opérationnel. Les composants du NGWS seront des véhicules télécommandés (essaims de drones) ainsi que le chasseur de nouvelle génération. (NGF), un chasseur de sixième génération87 qui, vers 2035-2040, remplacera le Rafale français et le Typhoon allemand et espagnol. |                 |